# Neocyproidea pilgrimi
Neocyproidea pilgrimi är en kräftdjursart som beskrevs av Hurley 1955. Neocyproidea pilgrimi ingår i släktet Neocyproidea och familjen Cyproideidae. Inga underarter finns listade i Catalogue of Life.